# Malhação 2017
A vigésima quinta temporada da série de televisão brasileira Malhação foi produzida pela TV Globo e exibida de 8 de maio de 2017 a 5 de março de 2018, em 213 capítulos.
Escrita por Cao Hamburger com a colaboração de Bruno Lima Penido, Cadu Machado, Carolina Ziskind, Jaqueline Vargas, Luciana Pessanha, Mário Viana, Renata Martins e Vítor Brandt, teve a supervisão de texto de Charles Peixoto. A direção foi de Alexandre Macedo, Caetano Caruso, Carlo Milani e Rafa Miranda, com direção geral e artística de Paulo Silvestrini.
Pela primeira vez Malhação foi ambientada em São Paulo, uma exigência do próprio autor, uma vez que as temporadas anteriores foram ambientadas no Rio de Janeiro.
Contou com as atuações de Ana Hikari, Daphne Bozaski, Gabriela Medvedovski, Heslaine Vieira, Manoela Aliperti, Matheus Abreu, Lúcio Mauro Filho e Aline Fanju.
Em 2018, foi vencedora do Prêmio Emmy Kids Internacional de melhor série.

## Enredo
No vibrante e caótico universo de São Paulo, Benê (Daphne Bozaski), Ellen (Heslaine Vieira), Lica (Manoela Aliperti), Tina (Ana Hikari), e Keyla (Gabriela Medvedovski), cinco adolescentes que não se conheciam, se veem presas sozinhas no mesmo vagão de metrô por obra do acaso durante uma pane em um dia chuvoso. Como se não bastasse a tensão natural da situação, Keyla entra em trabalho de parto e elas se unem em solidariedade para ajudá-la no nascimento do bebê mesmo sem recursos disponíveis no local, criando um vínculo de amizade entre cinco garotas com história de vida e personalidades completamente diferentes.
Keyla é uma mãe adolescente que sofre preconceito por estar acima do peso e por ser mãe solteira e que ao mesmo tempo procura o pai de seu filho, sendo que deste ela só conhece o nome, pois a criança foi fruto de sexo casual, mesmo que isso magoe Tato (Matheus Abreu), seu atual namorado, que o cria como se fosse dele.
Benê é uma jovem com autismo, que nunca teve amigos e que sofre capacitismo pelos outros jovens de sua idade. Com esforço e dedicação, enfrenta a pressão do dia a dia, vendo nas quatro garotas a chance de finalmente se sentir parte de um grupo.
Tina é descendente de japoneses, ama a cultura asiática e sonha em se tornar uma grande artista gráfica, mas esbarra no conservadorismo de sua mãe Mitsuko (Lina Agifu), que sendo autoritária já planejou seu futuro de forma tradicional e restrita. 
Lica é uma garota rica e bissexual que preza pelo seu estilo libertário de não se apegar sentimentalmente a ninguém, mas isto muda quando ela descobre que seu pai Edgar (Marcello Antony) tem um caso com Malu (Daniela Galli), professora do colégio que o pai de Lica é dono e mãe de Clara (Isabella Scherer), uma das sua melhores amigas, e descobre que Clara é sua irmã. 
Ellen é uma garota nerd e exímia hacker, que ganha uma bolsa de estudos no Colégio Grupo, um dos melhores colégios particulares paulistanos. Ela sofre racismo por ser negra e pobre. As histórias, personalidades e vidas diferentes das cinco jovens se misturam à amizade desenvolvida por elas, dispostas a se apoiarem em suas próprias lutas.

## Temas abordados
Desde 1999, o formato de Malhação era baseado em um casal de protagonistas e em um ou dois vilões focados em destruir a relação dos dois. A série tinha como pano de fundo as classes média/alta da cidade do Rio de Janeiro e a distância da realidade brasileira por ter personagens que viviam na Barra da Tijuca. Esta temporada é um marco no programa, devido à quebra deste paradigma e também por se passar na cidade de São Paulo, aproximadamente na Vila Mariana. Um outro destaque foi a abordagem dos temas que se aproximavam da realidade.
- Gravidez na adolescência, por meio de Keyla (Gabriela Medvedovski) e Deco (Pablo Morais);
- Castigo corporal, por meio da agressão que Lica (Manoela Aliperti) sofre pelo pai Edgar;
- Diversidade, por meio do núcleo principalː Keyla, Lica (Manoela Aliperti), Ellen (Heslaine Vieira), Tina (Ana Hikari) e Benê (Daphne Bozaski);
- Relacionamento aberto, abordado por Lica e MB (Vinicius Wester), o que faz com que os mesmos possam ficar com quantas pessoas quiserem;
- Racismo e luta de classes, abordados em duas frentes: a primeira foi no relacionamento de Anderson (Juan Paiva) e Tina, que contraria a mãe da menina (da qual não aprova a relação da filha com o rapaz, que é negro e trabalha como motoboy); e posteriormente com Ellen, quando chega ao Colégio Grupo, também é recebida com movimentos e atitudes racistas pelos demais estudantes;
- Machismo, por meio de situações na vida das protagonistas que partem muitas vezes de MB (Vínicius Wester), Felipe (Gabriel Calamari), Anderson (Juan Paiva) etc;
- Tabagismo, Lica (Manoela Aliperti) começa a fumar escondido, o que preocupa Marta (Malu Galli), já que ela já fumava tempos atrás e sabe como é ruim para a saúde;
- Relações familiares, Um dos focos da história é o relacionamento que cada uma das personagens principais tem com sua famíliaː Keyla, que não tem respeito por seu pai viúvo, Roney (Lúcio Mauro Filho); a relação abusiva entre Lica e Edgar (Marcello Antony); Ellen, que perdeu o pai assassinado por uma milícia; Benê, cuja mãe foi abandonada pelo pai ao saber de seu diagnóstico; e a rigidez de Mitsuko quanto às escolhas heterodoxas de Tina;
- Transtorno do Espectro Autista, abordada por Benê, que possui essa condição;
- Automutilação, abordado por Clara (Isabella Scherer), que se machucava com seu anel pelo fato de sua vida estar tão difícil;[7]
- Feminismo, também abordado pelas protagonistas, sendo a primeira temporada de Malhação a ter apenas protagonistas femininas, e não um casal;
- Diversidade sexual, por meio de duas frentes: a primeira foi no conturbado relacionamento de Lica e Samantha (Giovanna Grigio) em que elas foram atacadas diversas vezes por serem bissexuais e na segunda por Gabriel (Luis Galvés), irmão de Keyla ser abertamente gay e também por ser vítima de diversas agressões ao longo da temporada;
- Anorexia nervosa e Bulimia nervosa, abordado por Keyla (Gabriela Medvedovski) que chega a parar na emergência de um hospital pelos problemas agravados;
- Desigualdade social, os panos de fundo desta temporada eram duas escolas vizinhas: uma particular, o Colégio Grupo, e uma pública, o Cora Coralina, e o fato de que a convivência entre as duas realidades distintas não impediu o estabelecimento de relações sociais saudáveis;
- Assédio sexual, vivido por K1 (Talita Younan), que sofria assédio de seu padrasto;[8]
- Relações de dependência química e de dependência eletrônica, tema abordado em quatro frentes: a primeira pelo pai (Claudio Jaborandy) de Tato (Matheus Abreu), que desenvolveu uma relação de dependência com o álcool[9], algo que aconteceria com Lica em relação ao cigarro e evoluiu para a metanfetamina, da qual ela teve uma overdose e por último quando Julinho, o irmão de Benê, se torna videodependente.
- Câncer, abordado por Mitsuko, que descobriu estar com leucemia.
- Relação professor-aluno, abordado por Lica ao se apaixonar por Boris, seu diretor.

## Elenco
| Intérprete             | Personagem                                   |
| ---------------------- | -------------------------------------------- |
| Gabriela Medvedoviski  | Keyla Maria Romano (Key / K3)                |
| Manoela Aliperti       | Heloisa Gutierrez (Lica)                     |
| Ana Hikari             | Cristina Ono Yamada (Tina)                   |
| Daphne Bozaski         | Benedita Teixeira Ramos (Benê)               |
| Heslaine Vieira        | Ellen Rodrigues                              |
| Matheus Abreu          | Teobaldo de Morais (Tato)                    |
| Juan Paiva             | Anderson Rodrigues                           |
| Carol Macedo           | Katiane Azevedo (K2)                         |
| Talita Younan          | Katharine Xavier (K1)                        |
| Vinicius Wester        | Michel Borovski Júnior (MB)                  |
| Giovanna Grigio        | Samantha Lambertini                          |
| Gabriel Calamari       | Felipe Soares Lacerda                        |
| Isabella Scherer       | Clara Becker Gutierrez                       |
| Bruno Gadiol           | José Augusto Sampaio Neto (Guto)             |
| Hall Mendes            | João Augusto Mantovani (Jota)                |
| Lucas Penteado         | Francisco de Assis (Fio)                     |
| Lúcio Mauro Filho      | Roney Romano                                 |
| Aline Fanju            | Josefina Teixeira Ramos                      |
| Malu Galli             | Marta Gutierrez                              |
| Marcello Antony        | Edgar Gutierrez                              |
| Daniela Galli          | Maria Luiza Becker Gutierrez (Malu)          |
| Ana Flavia Cavalcanti  | Profª. Dóris Belink Bonfim                   |
| Lummy Kin              | Professora Nara                              |
| Ângelo Antônio         | Luís Becker                                  |
| Luis Galves            | Gabriel Império Romano                       |
| Mikael Marmorato       | João Vítor Lopes (Juca)                      |
| Lina Agifu             | Mitsuko Yamada                               |
| Carlos Takeshi         | Noboru Yamada                                |
| Pablo Morais           | Adalberto dos Santos (Deco)                  |
| Giovanni Gallo         | Douglas Nascimento (Dogão)                   |
| Roberta Santiago       | Helena da Silva Rodrigues (Nena)             |
| Ju Colombo             | Maria das Dores Rodrigues                    |
| Bruno Kott             | Prof. Ernesto                                |
| Felipe Hintze          | Moqueca                                      |
| Ed Lopez Dassilva      | Valdemar                                     |
| Zezé Antônio           | Gilvan                                       |
| Séfora Rangel          | Leide                                        |
| Julie Kei              | Telma Yamada                                 |
| Davi Souza             | Júlio César Teixeira Ramos (Julinho)         |
| Danilo Castro de Souza | Antônio Romano de Morais dos Santos (Tonico) |

### Participações especiais
| Intérprete              | Personagem                  |
| ----------------------- | --------------------------- |
| Marcelo Arnal           | Rafael Gimenez (Rafa)       |
| Maria Gabrielli Machado | Taís Daiane                 |
| Miguel Coelho           | Mr. X                       |
| Rodrigo dos Santos      | Flávio Guimarães            |
| Vinícius Redd           | Falso Deco                  |
| Fabio Beltrão           | Max                         |
| Brenda Sabryna          | Bianca                      |
| Gabriel Chadan          | Cleiton Salles / MC Pimenta |
| Alexandre Moreno        | Vicente Rodrigues           |
| Cláudio Jaborandy       | Aldo de Morais              |
| Daniel Ribeiro          | Nestor dos Santos           |
| Janaína Gaia            | Odaiuá dos Santos           |
| Dig Dutra               | Kátia Xavier                |
| José Karini             | Roger Honório               |
| Luciano Pontes          | Cícero Ramos                |
| Sidney Corrêa           | Michel Borovski             |
| Tatiana Tiburcio        | Cristiane Pereira           |
| Pedro Garcia Netto      | José Augusto Sampaio Filho  |
| Adriana Zattar          | Simone Sampaio              |
| Kazue Akisue            | Yoko                        |
| Carolina Iecker         | Keyla (criança)             |
| Bruna Tatar             | Júlia                       |
| Thais Belchior          | Samira                      |
| Alan Rocha              | Palito                      |
| Andrea Nascimento       | Marina                      |
| Carolina Chalita        | Maria Eduarda               |
| Flávia Milioni          | Drª. Ana Maria              |
| João Lucas Romero       | Décio                       |
| Josué Galinari          | Pedro                       |
| Rodrigo França          | Professor de química        |
| MC Guimê                | Ele mesmo                   |
| Naydiane Lima           | Larissa                     |
| Larisse                 | Sandy                       |
| Isaías Barbosa          | Breno                       |
| Christiano Lima         | Renan                       |
| Marcel Lima             | Davi                        |

## Exibição
Estreou em 8 de maio de 2017, substituindo Malhação: Pro Dia Nascer Feliz. Inicialmente, a temporada iria durar até abril de 2018, mas foi encurtada em um mês para não coincidir com a programação especial da Copa do Mundo de 2018. Assim, a temporada terminou em 5 de março de 2018, com 213 capítulos. Foi substituída por Malhação: Vidas Brasileiras. 

### Reprise
Foi reprisada de 6 de abril de 2020 até 22 de janeiro de 2021, ocupando o lugar de Malhação: Toda Forma de Amar. Inicialmente ficaria até a estreia da temporada inédita Malhação: Transformação, que teve suas gravações suspensas durante a pandemia de COVID-19. Como a produção dessa temporada foi suspensa até a melhora do cenário da pandemia, e teve a sua estreia adiada para 2022 e em seguida cancelada, a trama foi substituída pela reprise de Malhação Sonhos. A novela não foi exibida no dia 24 de abril de 2020, devido à cobertura completa do pronunciamento oficial do presidente Jair Bolsonaro sobre a demissão do ministro da Justiça Sergio Moro. Sendo assim, a reprise que teria 210 capítulos, fechou com 209.

## Música
A trilha sonora oficial foi lançada em 2 de junho de 2017 e traz na capa Heslaine Vieira, Daphne Bozaski, Ana Hikari, Gabriela Medvedovski e Manoela Aliperti como Ellen, Benê, Tina, Keyla e Lica.
| N.º | Título                               | Música                    | Personagem                      | Duração |  |
| 1.  | "Bate a Poeira - Parte 2"            | Karol Conká               | Abertura                        | 03:32   |  |
| 2.  | "She Moves In Her Own Way"           | The Kooks                 | Tina                            | 02:48   |  |
| 3.  | "In Between Days"                    | The Cure                  | Locação: São Paulo              | 02:55   |  |
| 4.  | "Sem Ar"                             | Sinara                    | Ellen                           | 03:26   |  |
| 5.  | "Seja Como For"                      | Banda do Mar              | Keyla                           | 03:37   |  |
| 6.  | "Eu Gosto Dela"                      | Emicida                   | Tina e Anderson                 | 03:18   |  |
| 7.  | "Fato Raro"                          | MC Guimê                  | Ellen, Jota e Fio               | 02:31   |  |
| 8.  | "Vai Começar a Ousadia"              | MC Gui                    | K1 e K2                         | 02:54   |  |
| 9.  | "Lembranças"                         | Hungria Hip Hop           | Locação: São Paulo              | 03:50   |  |
| 10. | "Ai Ai"                              | Maglore                   | Geral                           | 03:28   |  |
| 11. | "You Can't Always Get What You Want" | Smoking Stones            | Benê                            | 06:38   |  |
| 12. | "Ai, Ai, Como Eu Me Iludo"           | O Terno                   | Geral                           | 03:36   |  |
| 13. | "Let's Hurt Tonight"                 | OneRepublic               | Lica                            | 03:14   |  |
| 14. | "Fly"                                | Eric Silver               | Benê e Guto                     | 02:51   |  |
| 15. | "Trem-Bala"                          | Ana Vilela e Luan Santana | Keyla, Benê, Lica, Ellen e Tina | 02:56   |  |
| 16. | "Casinha Branca"                     | Roberta Campos            | Roney e Josefina                | 03:15   |  |
| 17. | "A Song About Love"                  | Jake Bugg                 | Keyla e Tato                    | 03:58   |  |

Outras canções não incluídas na trilha sonora
- "Casa Pronta" - Mallu Magalhães (tema de Keyla, Benê, Lica, Ellen e Tina)
- "My Own Deceiver" - Ego Kill Talent (tema de Lica)
- "This Feeling" - Alabama Shakes (tema de Tina e Anderson)
- "Janta" - Marcelo Camelo e Mallu Magalhães (tema de Keyla e Deco)
- "Não Rouba Minha Brisa" - MC Guimê (tema de Anderson)
- "Ijime, Dame, Zettai" - Babymetal (tema de Tina)
- "Castle on the Hill" - Ed Sheeran (tema geral)
- "Vício Perfeito" - Clube do Balanço (tema de Keyla)
- "Gente Aberta" - Erasmo Carlos (tema de Lica e Samantha)

Música cantadas pelos personagens
- "Amor Selvagem" - Roney Romano (Lúcio Mauro Filho)[56]
- "Mina Zika" - MC Fio (Lucas Koka Penteado)
- "Passinho do Fio" - MC Fio (Lucas Koka Penteado)
- "Cavalo de Aço" - MC Pimenta (Gabriel Chadan)
- "Oitavo B" - Os Lagostins (Giovanna Grigio, Gabriel Calamari, Vinicius Wester e Bruno Gadiol)
- "Garotas do Vagão" - Five (Ana Hikari e Gabriela Medvedovski)
- "O Amor dos Bichos" - Garotas do Vagão (Ana Hikari, Gabriela Medvedovski, Manoela Aliperti, Heslaine Vieira e Daphne Bozaski)
- "É Mais Fácil Proibir do que Compreender" - Garotas do Vagão e Guto (Ana Hikari, Gabriela Medvedovski, Manoela Aliperti, Heslaine Vieira e Bruno Gadiol)
- "Faibu (ファイブ)" - Tina (Ana Hikari)
- "Gente Aberta" (cover) - Os Lagostins (Giovanna Grigio, Gabriel Calamari, Vinicius Wester e Bruno Gadiol)
- "Pomar" (cover) - Os Lagostins (Giovanna Grigio, Gabriel Calamari, Vinicius Wester e Bruno Gadiol)
- "Diferente" - Guto e Benê (Bruno Gadiol e Daphne Bozaski)
- "Paula e Bebeto" (cover) - Guto e Benê (Bruno Gadiol e Daphne Bozaski)
- "You Can't Always Get What You Want" (cover) - Roney Romano e Keyla (Lúcio Mauro Filho e Gabriela Medvedovski)
- "Evidências" (cover) - Keyla (Gabriela Medvedovski)

### Instrumental
A trilha sonora instrumental da novela foi composta por Lucas Marcier, Fabiano Krieger e João Paulo Mendonça, sendo lançada em um CD com apenas 27 faixas.
Faixas
1. 5 estações — Lucas Marcier, Fabiano Krieger
2. Viva a Leveza — Lucas Marcier, Fabiano Krieger
3. Folk-se Quem Puder — Lucas Marcier, Fabiano Krieger
4. Urban Jungle — Lucas Marcier, Fabiano Krieger
5. Um Lance no Lanche da Lanchonete — Lucas Marcier, Fabiano Krieger
6. Magoei — Lucas Marcier, Fabiano Krieger
7. Candura Diferente — Lucas Marcier, Fabiano Krieger
8. Pesadelo de Tato — Lucas Marcier, Fabiano Krieger
9. Nuvem Paulista — Lucas Marcier, Fabiano Krieger
10. Existe Fofura em SP — Lucas Marcier, Fabiano Krieger
11. I'm Free Folking — Lucas Marcier, Fabiano Krieger
12. A Vida Tem Bons Momentos — Lucas Marcier, Fabiano Krieger
13. Vai Melhorar — Lucas Marcier, Fabiano Krieger
14. Adolescentes São Ansiosos — Lucas Marcier, Fabiano Krieger
15. Radical Bike Jumping — Lucas Marcier, Fabiano Krieger
16. São Sempre Alerta — Lucas Marcier, Fabiano Krieger
17. Incertezas e Dúvidas — Lucas Marcier, Fabiano Krieger
18. Bandeira Paulista — João Paulo Mendonça
19. Sempre Amigas — João Paulo Mendonça
20. Galera In Love — João Paulo Mendonça
21. 5 Amigas — João Paulo Mendonça
22. Elas Todas — João Paulo Mendonça
23. MB Gang — João Paulo Mendonça
24. So Paulistano — João Paulo Mendonça
25. Febre Urbana — João Paulo Mendonça
26. Um Amor Em São Paulo — João Paulo Mendonça

## Repercussão

### Audiência
Exibição original
A trama registrou em sua estreia 20,5 pontos de média na Grande São Paulo, superior ao primeiro capítulo da temporada anterior. A temporada bateu seu primeiro recorde no dia 16 de maio de 2017, registrando 22 pontos. Bateu novamente seu recorde no dia 20 de junho cravando 24 pontos na Grande São Paulo. Sua maior audiência foi 24,6 pontos em 18 de julho. No capítulo em questão, Lica (Manoela Aliperti) recebe o apoio das amigas depois de ter sido agredida pelo pai na escola. Em outubro, 23 semanas após a estreia, a temporada obteve uma média semanal de aproximadamente 22 pontos na Grande São Paulo, uma das maiores audiências da história da atração.
Seu menor índice foi de 15 pontos registrado em 1 de janeiro de 2018. O último capítulo exibido em 5 de março registrou 20 pontos de média na Grande São Paulo e 22 pontos na Região Metropolitana do Rio de Janeiro. A média geral foi de 20,4 pontos, a melhor média de audiência das últimas nove temporadas da série.
Reprise
A trama reestreou em abril de 2020 com 18,1 pontos. O segundo capítulo cravou 21,2 pontos. Em 28 de abril de 2020, cravou 21,5 pontos. Nos primeiros 29 capítulos, a trama teve uma média de 19,6 pontos, menos do que a exibição original, que registrou 20,4 pontos, no entanto superando todas as outras onze últimas temporadas. Em 25 de junho de 2020, registrou 21,6 pontos. Em 10 de setembro de 2020, registrou 22,1 pontos, sua audiência mais alta. No capítulo em questão, Ellen (Heslaine Vieira) recebe uma homenagem em sua despedida do colégio Cora. Sua mais baixa audiência foi no dia 30 de dezembro, quando obteve 14,3 pontos.
O último capítulo, exibido em 22 de janeiro de 2021, registrou 19,5 pontos. Teve média geral de 18,8 pontos, ficando atrás apenas da sua exibição original.

### Série
Em novembro de 2018 foi anunciado um spin-off da temporada, escrito por Cao Hamburger. A série, com o título de As Five, com produção original Globoplay, se passa seis anos depois do encerramento da temporada regular, com uma trama focada na vida adulta das personagens e os desafios deste período.

### Prêmios e indicações
| Ano  | Prêmio                       | Categoria                          | Indicação                  | Resultado | Ref.          |
| ---- | ---------------------------- | ---------------------------------- | -------------------------- | --------- | ------------- |
| 2017 | Troféu APCA                  | Melhor Novela                      | Malhação: Viva a Diferença | Indicado  | [ 78 ]        |
| 2017 | Prêmio Contigo!              | Melhor Novela                      | Malhação: Viva a Diferença | Indicado  | [ 79 ]        |
| 2017 | Prêmio Contigo!              | Atriz Revelação                    | Daphne Bozaski             | Indicado  | [ 79 ]        |
| 2017 | Prêmio Contigo!              | Atriz Revelação                    | Heslaine Vieira            | Indicado  | [ 79 ]        |
| 2017 | Prêmio Contigo!              | Ator Revelação                     | Matheus Abreu              | Indicado  | [ 79 ]        |
| 2017 | Capricho Awards              | Melhor Programa de TV              | Malhação: Viva a Diferença | Indicado  |               |
| 2017 | Melhores do Ano - Na Telinha | Melhor Novela                      | Malhação: Viva a Diferença | Indicado  | [ 80 ]        |
| 2017 | Melhores do Ano - Na Telinha | Ator/Atriz Revelação               | Daphne Bozaski             | Indicado  | [ 80 ]        |
| 2017 | Melhores do Ano - Na Telinha | Ator/Atriz Revelação               | Heslaine Vieira            | Indicado  | [ 80 ]        |
| 2017 | Prêmio Extra de Televisão    | Melhor Novela                      | Malhação: Viva a Diferença | Indicado  | [ 81 ]        |
| 2017 | Prêmio Extra de Televisão    | Revelação Feminina                 | Daphne Bozaski             | Indicado  | [ 81 ]        |
| 2017 | Prêmio Extra de Televisão    | Melhor Ator Coadjuvante            | Lucio Mauro Filho          | Venceu    | [ 81 ]        |
| 2017 | Prêmio Jovem Brasileiro      | Melhor Novela                      | Malhação: Viva a Diferença | Indicado  | [ 82 ]        |
| 2017 | Prêmio Jovem Brasileiro      | Melhor Atriz                       | Daphne Bozaski             | Indicado  | [ 82 ]        |
| 2017 | Prêmio Jovem Brasileiro      | Melhor Ator                        | Bruno Gadiol               | Indicado  | [ 82 ]        |
| 2018 | Troféu Internet              | Melhor Novela                      | Malhação: Viva a Diferença | Indicado  | [ 83 ]        |
| 2018 | Prêmio ABRA de Roteiro       | Melhor Novela                      | Malhação: Viva a Diferença | Venceu    | [ 84 ]        |
| 2018 | Troféu UOL                   | Melhor Novela                      | Malhação: Viva a Diferença | Venceu    | [ 85 ] [ 86 ] |
| 2018 | Prix Jeunesse International  | Melhor Série de Ficção: 11-15 anos | Malhação: Viva a Diferença | Venceu    | [ 87 ] [ 88 ] |
| 2019 | Emmy Internacional           | Melhor Série                       | Malhação: Viva a Diferença | Venceu    | [ 89 ]        |